# Широков, Юрий Александрович
Ю́рий Алекса́ндрович Широ́ков (род. 12 июня 1948 года, село Ново-Петровское Истринского района Московской области) — российский эколог, специалист в области техносферной безопасности, доктор технических наук, профессор.

## Биография
Юрий Александрович Широков родился 12 июня 1948 г. в селе Ново-Петровское Истринского района Московской области.
Доктор технических наук  (1990г), научная специальность 05.26.02 Безопасность в чрезвычайных ситуациях (гражданская оборона). Тема диссертации: Научные основы повышения устойчивости отраслей АПК к последствиям аварий на предприятиях ядерного топливного цикла и ядерной войны. 
Профессор Института мелиорации,водного хозяйства и строительства им. А.Н Костякова РГАУ-МСХА им. К.А. Тимирязева
Основатель научной школы: Управление профессиональными рисками  с учетом человеческого фактора.
Автор: 
теории сложных биотехнических систем; 
научных основ управления дискриминацией перехода радионуклидов по пищевым цепям.
Соавтор (Базаров Е.И., Новиков Ю.Ф.) методологии биоэнергетической оценки технологий, машин и проектов для АПК. 
.В науке и образовании 33 года: 
 - Зав. лабораторией обеззараживания сточных вод ускоренными электронами и зав.отделом энергосберегающих технологий ВНИИМЖ ;  
- Зав. лабораторией комплексных проблем АПК  ВНИИ с. х. радиологии  - научный руководитель и координатор НИР и ОКР в институтах Минсельхозпрода СССР и ВАСХНИЛ по проблемам устойчивости к ЧС мирного и военного времени;  
-  Генеральный директор Государственного научно-производственного  центра комплексных экологических проблем России (ГНПЦ «РосЭкология») при ГосКомЧернобыль РФ;
- Профессор МГАУ им. В.П. Горячкина, после объединения ВУЗов: профессор Института механики и энергетики им. В.П.Горячкина и Института мелиорации,водного хозяйства и строительства им. А.Н.Костякова РГАУ-МСХА им. К.А.Тимирязева  (в 2009-2017 г.г. совмещал с производственной работой).
С 1996 по  2017  — на хозяйственной и управленческой работе: генеральный директор крупных предприятий и объединений в АПК, машиностроении, химии; начальник  управлений отраслями (АПК, пищевая и перерабатывающая промышленность) на уровне района, области, Федеральной Корпорации.
Участник ликвидации аварии на Чернобыльской АЭС (1987-1990 г.г.): научный руководитель работ по оценке уровня и характера загрязнения 30-километровой зоны Чернобыльской АЭС и разделов Государственной Программы и Программы МСХ РФ по ликвидации последствий аварии на радиационно загрязненных территориях зон отселения и отчуждения. 
- 1990 — доктор технических наук , научная специальность 05.26.02 Безопасность в чрезвычайных ситуациях (гражданская оборона). Тема диссертации: Научные основы повышения устойчивости отраслей АПК к последствиям аварий на предприятиях ядерного топливного цикла и ядерной войны.
- 1991 — представлял Россию в МАГАТЭ (международная рабочая группа по разработке типовых  методов ликвидации  последствий радиационных катастроф).
- 1992-1996 г. г. - Президент Германо-Российского союза гуманитарно -технологического взаимодействия (г. Потсдам).

## Публикации
Юрий Александрович — автор 26 патентов и а. с. на изобретения  и более 150 научных работ. Автор учебников и учебных пособий для ВУЗов:
- Техносферная безопасность: организация, управление, ответственность: учеб. пособие - бакалавриат/ Широков Ю.А.- М.: Лань,Второе изд., 2019.- 408 с;
- Экологическая безопасность на предприятии: учеб. пособие - бакалавриат/ Широков Ю.А.- М.: Лань, Второе изд., 2018.- 360 с.
- Охрана труда: организация, управление, ответственность: учеб. пособие - бакалавриат/ Широков Ю.А.- М.: Альфа-Пресс, 2017. -249 с.
- Защита в чрезвычайных ситуациях и гражданская оборона: учеб. пособие - бакалавриат/ Широков Ю.А.- М.:  Лань,Второе изд., 2019- 488с.
- Управление промышленной безопасностью: учеб. пособие - бакалавриат,магистратура/ Широков Ю.А.- М.:  Лань, 2019.- 362 с.
- Пожарная безопасность на предприятии: учебник -бакалавриат/ Широков Ю.А.- М.:  Лань, 2019.- 368 с.
- Техносферная безопасность в АПК: организация службы охраны труда: учеб. пособие- бакалавриат/ Широков Ю.А., Смирнов Г.Н.-М.: Мегаполис, 2017- 178 с.
- Надзор и контроль в сфере безопасности/учебник-бакалавриат/ Широков Ю.А.-М. Лань, 2019.-422с